# Centro Internacional de Mugam de Azerbaiyán
El Centro Internacional de Mugam de Azerbaiyán es un centro destinado a promover, conservar y popularizar el género específico de la música de Azerbaiyán- mugam. Está situado en Bulevar de Bakú, en centro de Bakú.

## Establecimiento
El Centro de Mugam fue construido a la iniciativa de la primera dama de Azerbaiyán, Mehriban Aliyeva. Mugam es un género de la música incluido en la lista Representativa del Patrimonio Cultural Inmaterial de la Humanidad de la UNESCO.
El 6 de abril de 2005 el presidente de Azerbaiyán firmó un decreto sobre la creación en Bakú del Centro Internacional de Mugam; fue preparado el proyecto del Centro Internacional de Mugam.
El 24 de agosto con la participación del presidente azerbaiyano, la primera dama azerbaiyana y el director general de UNESCO en el parque nacional de Azerbaiyán se realizó la ceremonia de la colocación de la piedra fundacional para el establecimiento del Centro Internacional de Mugam.
La apertura del centro se realizó el 27 de diciembre de 2008 con la participación del presidente de la República de Azerbaiyán Ilham Aliyev y la primera dama de Azerbaiyán Mehriban Aliyeva.

### Edificio
La construcción del edificio empezó en abril de 2005. El centro cubre 7500 metros cuadrados y tiene 3 plantas. La financiación fue proporcionada por la Fundación de Heydar Aliyev. El diseño del edificio fue basado en los elementos y formas de tar- el instrumento musical de Azerbaiyán. La sala de concierto cabe 350 personas. El centro también tiene un club, restaurante, salas y estudios de grabación. La apertura oficial del Centro Internacional de Mugam realizó el 27 de diciembre de 2008.
El edificio fue construido con los equipamientos de Italia, Austria, Francia y Turquía. Más de 2000 cristales con varias tamaños se utilizaron para la construcción del edificio.

## Actividades

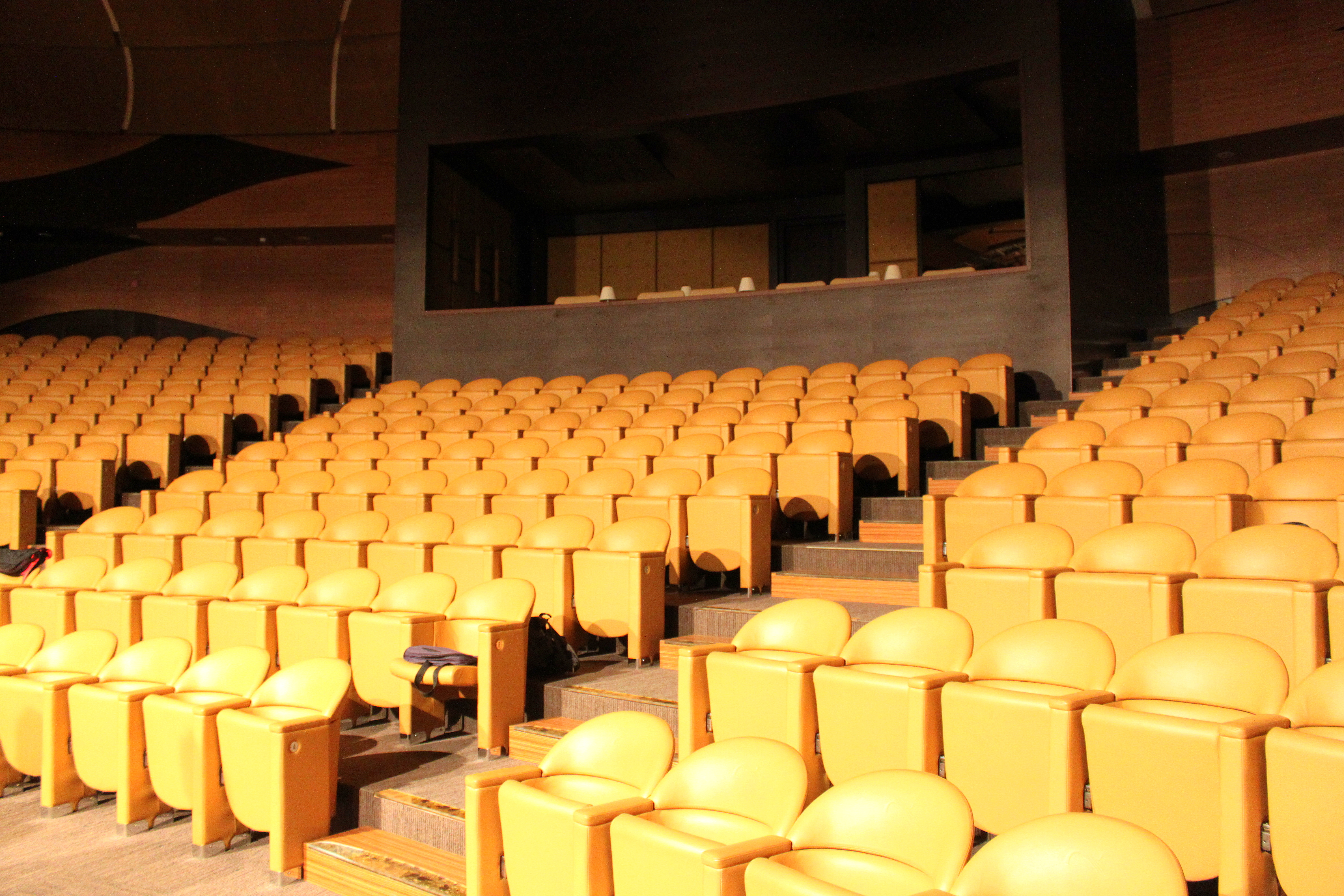
Interior del Centro Internacional de Mugam de Azerbaiyán

El Centro de Mugam alberga conferencias internacionales, festivales, conciertos y recitales de varios cantantes e artistas.
- El festival internacional el "Mundo de Mugam"
- El proyecto de "la Perla de la música mundial"
- El proyecto anual de la "Noche de mugam"
- El proyecto la "Noche de la música de ashug"
- El festival de mugam para los niños
- El proyecto conjunto con la biblioteca Nacional de M.F. Akhundov el "Tesoro de los misterios"
- El festival internacional de jazz.

### El “Mundo de Mugam”
El festival internacional de música "Mundo de Mugam" se celebró por primera vez del 18 al 25 de marzo de 2009 en Bakú con la iniciativa del Fondo de Haydar Aliyev. El 20 de marzo fue la apertura oficial del festival en el Centro Internacional de Mugam. En el marco del festival se organizan el simposio científico internacional, los conciertes, la competición de los cantantes de mugam y los espectáculos de ópera, etc.
En el festival anual mente participan los representantes de muchos países: Turquía, Irán, Uzbekistán, Singapur, Irak, Estados Unidos, Francia, Reino Unido, Líbano, España, Alemania, Jordania, Rusia, China, India, Túnez, Bélgica, Eslovenia, etc.